# Steudnera
Steudnera es un género de plantas con flores de la familia Araceae. Es originario del sur de China, Assam y hasta Indochina.

## Taxonomía
El género fue descrito por Karl Heinrich Emil Koch y publicado en Wochenscrift des Vereines zur Befördung des Gärtenbaues in den Königl. Preussischen Staaten für Gärtnerei und Pflanzenkunde 5: 114. 1862. La especie tipo es: Steudnera colocasiifolia K. Koch. 

## Especies seleccionadas
- Steudnera capitellata
- Steudnera discolor
- Steudnera gagei
- Steudnera kerrii
- Steudnera sesamica